# José Sebastián Laboa Gallego
José Sebastián Laboa Gallego (* 20. Januar 1923 in Pasajes de San Juan, Autonome Gemeinschaft Baskenland, Spanien; † 24. Oktober 2002) war ein römisch-katholischer Erzbischof und Diplomat des Heiligen Stuhls.

## Leben
José Sebastián Laboa Gallego empfing am 16. April 1949 das Sakrament der Priesterweihe.
Am 18. Dezember 1982 ernannte ihn Papst Johannes Paul II. zum Titularerzbischof von Zaraï und bestellte ihn zum Apostolischen Nuntius in Panama. Papst Johannes Paul II. spendete ihm am 6. Januar 1983 die Bischofsweihe; Mitkonsekratoren waren die Kurienerzbischöfe Eduardo Martínez Somalo, Substitut des Staatssekretariats, und Duraisamy Simon Lourdusamy, Sekretär der Kongregation für die Evangelisierung der Völker. Am 21. August 1990 ernannte ihn Johannes Paul II. zum Apostolischen Nuntius in Paraguay. Laboa Gallego wurde am 18. März 1995 Apostolischer Nuntius in Malta und Apostolischer Delegat in Libyen. Am 10. März 1997 wurde er Apostolischer Nuntius in Libyen. 
Am 13. Juni 1998 nahm Papst Johannes Paul II. das von José Sebastián Laboa Gallego aus Altersgründen vorgebrachte Rücktrittsgesuch an.